# Henry Jones (attore)
Henry Burk Jones (Filadelfia, 1º agosto 1912 – Los Angeles, 17 maggio 1999) è stato un attore statunitense.

## Biografia
Frequentò la scuola dei gesuiti Saint Joseph's Preparatory School. Dedicatosi allo spettacolo, è apparso in oltre 180 ruoli, tra film e spettacoli televisivi. È morto nel 1999 a 86 anni.

## Filmografia parziale

### Cinema
- Innamorati dispettosi (The Lady Says No), regia di Frank Ross (1951)
- Il giglio nero (The Bad Seed), regia di Mervyn LeRoy (1956)
- La ragazza che ho lasciato (The Girl He Left Behind), regia di David Butler (1956)
- Gangster cerca moglie (The Girl Can't Help It), regia di Frank Tashlin (1956)
- La bionda esplosiva (Will Success Spoil Rock Hunter?), regia di Frank Tashlin (1957)
- Quel treno per Yuma (3:10 to Yuma), regia di Delmer Daves (1957)
- La donna che visse due volte (Vertigo), regia di Alfred Hitchcock (1958)
- Cash McCall, regia di Joseph Pevney (1960)
- Il letto di spine (The Brumble Bush), regia di Daniel Petrie (1960)
- Anonima peccati (Angel Baby), regia di Paul Wendkos (1961)
- Never Too Late, regia di Bud Yorkin (1965)
- Le scandale - Delitti e champagne (Le Scandale), regia di Claude Chabrol (1967)
- Anno 2118: progetto X (Project X), regia di William Castle (1968)
- Il dito più veloce del West (Support Your Local Sheriff!), regia di Burt Kennedy (1969)
- Rascal, l'orsetto lavatore (Rascal), regia di Norman Tokar (1969)
- Butch Cassidy (Butch Cassidy and the Sundance Kid), regia di George Roy Hill (1969)
- Coniglio, non scappare (Rabbit, Run), regia di Jack Smight (1970)
- Dingus, quello sporco individuo (Dirty Dingus Magee), regia di Burt Kennedy (1970)
- L'infallibile pistolero strabico (Support Your Local Gunfighter), regia di Burt Kennedy (1971)
- Il magliaro a cavallo (Skin Game), regia di Paul Bogart (1971)
- Due ragazzi e un leone (Napoleon and Samantha), regia di Bernard McEveety (1972)
- Un marito per Tillie (Pete 'n' Tillie), regia di Martin Ritt (1972)
- Tom Sawyer, regia di Don Taylor (1973)
- Organizzazione crimini (The Outfit), regia di John Flynn (1973)
- Dalle 9 alle 5... orario continuato (Nine to Five), regia di Colin Higgins (1980)
- Trappola mortale (Deathtrap), regia di Sidney Lumet (1982)
- Dick Tracy, regia di Warren Beatty (1990)
- Aracnofobia (Arachnophobia), regia di Frank Marshall (1990)
- Rischiose abitudini (The Grifters), regia di Stephen Frears (1991)

### Televisione
- Lights Out – serie TV, episodio 4x34 (1952)
- The Doctor – serie TV, episodio 1x26 (1953)
- Climax! – serie TV, episodio 2x39 (1956)
- Alfred Hitchcock presenta (Alfred Hitchcock Presents) – serie TV, 5 episodi (1956-1962)
- The Alcoa Hour – serie TV, episodio 2x19 (1957)
- Ai confini della realtà (The Twilight Zone) – serie TV, episodio 1x33 (1960)
- Avventure in paradiso (Adventures in Paradise) – serie TV, episodio 2x04 (1960)
- Goodyear Theatre – serie TV, episodio 3x15 (1960)
- The Best of the Post – serie TV, episodio 1x08 (1960)
- Scacco matto (Checkmate) – serie TV, episodi 1x03-2x06 (1960-1961)
- The New Breed – serie TV, episodio 1x09 (1961)
- The Investigators – serie TV, episodio 1x13 (1961)
- Follow the Sun – serie TV, episodio 1x05 (1961)
- Thriller – serie TV, 2 episodi (1961-1962)
- Outlaws – serie TV, episodio 2x21 (1962)
- Profiles in Courage – serie TV, 1 episodio (1965)
- La legge di Burke (Burke's Law) – serie TV, episodio 3x08 (1965)
- L'ora di Hitchcock (The Alfred Hitchcock Hour) – serie TV, episodio 3x25 (1965)
- Honey West – serie TV, episodio 1x03 (1965)
- A Man Called Shenandoah – serie TV, episodio 1x08 (1965)
- Hawk l'indiano (Hawk) – serie TV, episodio 1x11 (1966)
- Lost in Space – serie TV, episodio 2x10 (1966)
- Tarzan – serie TV, episodio 2x20 (1968)
- The Outsider – serie TV, episodio 1x25 (1969)
- Il virginiano (The Virginian) – serie TV, episodio 8x20 (1970)
- L'uomo da sei milioni di dollari (The Six Million Dollar Man) – serie TV, 3 episodi (1974-1975)
- Fantasilandia (Fantasy Island) – serie TV, 1 episodio (1978)
- Hazzard (The Dukes of Hazzard) – serie TV, episodio 4x17 (1982)
- La signora in giallo (Murder, She Wrote) – serie TV, episodi 5x03 (1988)

## Doppiatori italiani
Nelle versioni in italiano delle opere in cui ha recitato, Henry Jones è stato doppiato da:
- Stefano Sibaldi ne Il giglio nero
- Manlio Busoni in Gangster cerca moglie
- Giorgio Capecchi in Quel treno per Yuma
- Sandro Tuminelli in Organizzazione crimini
- Francesco Di Federico in Dalle 9 alle 5... orario continuato
- Sergio Fiorentini in Trappola mortale
- Giorgio Lopez in Top Secret
- Mario Mastria in Aracnofobia
- Cesare Barbetti in La donna che visse due volte (ridoppiaggio)
- Carlo Reali in Due ragazzi e un leone (doppiaggio tardivo)